# Sillon interlabial
Pour les articles homonymes, voir Sillon et Sillon labial.
Le sillon interlabial ou sillon vulvaire est un sillon, c'est-à-dire une rainure, qui sépare les lèvres vaginales. Au nombre de deux, ils se trouvent entre la face interne de la grande lèvre et la face externe de la petite lèvre. Contrairement à la face externe des grandes lèvres, la face interne (et donc le sillon) est totalement glabre.

## Photos

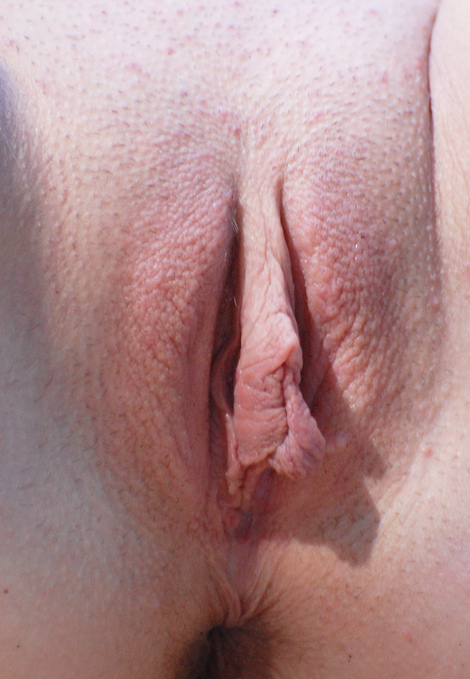
Vulve avec les sillons bien visibles.
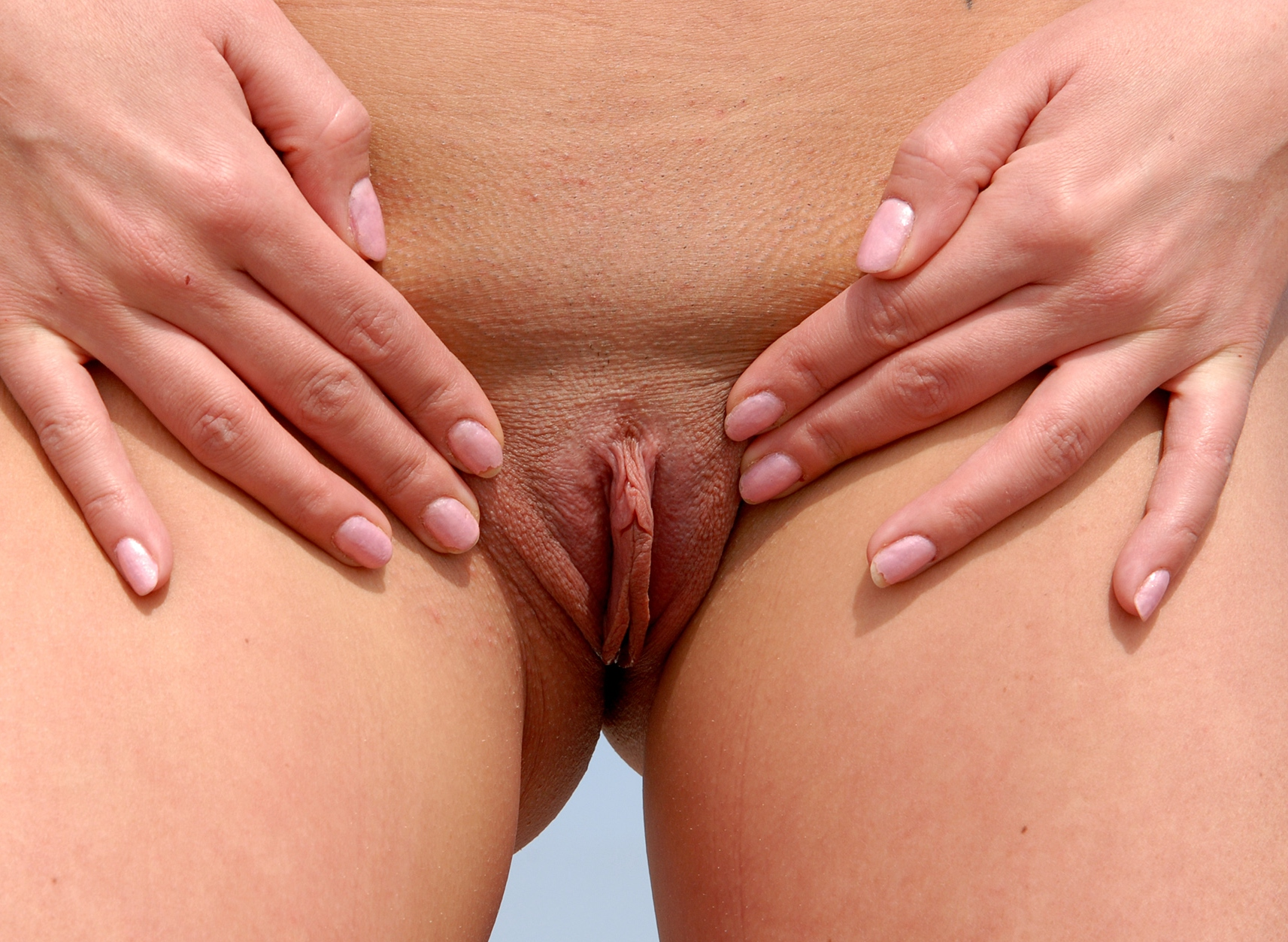
Vulve avec les grandes lèvres écartées : les sillons sont distinguables.